# Elisabet de York
Elisabet de York (11 de febrer de 1466 – 11 de febrer de 1503) va ser reina consort d'Anglaterra des del seu casament el 1486 fins a la seva mort. Va estar emparentada amb tots els reis d'Anglaterra del seu temps: fou filla d'Eduard IV, germana d'Eduard V, neboda de Ricard III, i esposa d'Enric VII. També va ser la mare d'Enric VIII i avantpassada de tots els reis anglesos posteriors.

## Biografia

### Princesa
Elisabet va néixer a Westminster el 1466. Era la primera filla del rei Enric IV, de la casa de York, i la seva esposa Elisabet Woodville. Als cinc anys fou promesa amb el fill de Joan Neville, comte de Northumberland, però quan aquest canvià de bàndol i s'uní a la casa rival dels Lancaster el prometatge es va cancel·lar. El 1475 també es negocià el seu matrimoni amb el delfí francès Carles de Valois, però el seu pare Lluís XI va desestimar l'oferta matrimonial.
El 1483 el seu pare va morir i el germà petit d'Elisabet, Eduard V, esdevingué rei. El seu oncle, Ricard de Gloucester, va ser nomenat regent i protector dels seus nebots. Uns mesos després, Ricard feu que el matrimoni d'Eduard IV i Elisabet Woodville fos declarat invàlid, convertint així Elisabet de York, el rei Eduard V i la resta dels germans en fills bastards.
Com que els fills il·legítims no podien heretar, el tron passà a Ricard de Gloucester que es feu coronar com a rei. Eduard V i el seu germà Ricard va ser confinats a la Torre de Londres al·legant motius de seguretat, i no foren vistos mai més. Aviat s'estengueren rumors que havien estat assassinats.
Elisabet Woodville, la mare d'Elisabet, va fer una aliança amb Margarida Beaufort per destronar Ricard III. Margarida era la mare d'Enric Tudor, un exiliat descendent de la Casa Lancaster que, tot i tenir drets dinàstics molt febles al provenir d'una branca bastarda que havia estat legitimada a canvi de renunciar als drets que poguessin tenir al tron, era l'únic candidat alternatiu a Ricard III. Les dues dones van pactar que Elisabet de York es casaria amb Enric per reforçar la seva candidatura al tron, unint les dues cases. El desembre de 1483 Enric va fer un jurament a la catedral de Rennes comprometent-se a casar-se amb ella.
Mentrestant, els plans de Ricard III de casar-la amb un oficial naval poc destacat van fracassar quan aquest fou capturat pels francesos i morí empresonat a París.
El 1484 l'esposa de Ricard III, Anna Neville, estava moribunda i s'estengueren rumors que Ricard pretenia casar-se amb la seva neboda Elisabet un cop quedés vidu. Ricard va negar els rumors.
L'agost de 1485 Enric Tudor va desembarcar a Anglaterra amb un exèrcit i va derrotar i matar a Ricard III a la batalla de Bosworth Field. Per dret de conquesta Enric es feu coronar al mateix camp de batalla, com a Enric VII.

### Reina
Tot i que la Casa de York (a través dels Mortimer) precedia a la Lancaster en la successió, Enric va demorar el seu casament amb Elisabet per deixar clar que era rei per drets propis i no tenia intenció de compartir amb ella el poder. Finalment es casaren el 18 de gener de 1486, i Elisabet va ser coronada reina consort el 25 de novembre de 1487.
Segons totes les cròniques el matrimoni va ser feliç i tots dos s'acabaren estimant. Com a reina, Elisabet va exercir molt poca influència, en gran part degut al fort pes de la seva sogra Margarida Beaufort.
El novembre de 1501 el príncep Artur de Gal·les, el fill gran d'Enric i Elisabet, es va casar amb Caterina d'Aragó, filla de Ferran el Catòlic i Isabel de Castella. Cinc mesos després, però, Artur va morir. La mort del promogènit va afectar profundament a Enric i Elisabet va tornar a quedar embarassada per reforçar la successió. El 2 de febrer de 1503 va donar llum a una nena, de nom Caterina, que morí el mateix dia. Elisabet va morir nou dies després d'infeccions post-part.
Va ser enterrada a l'Abadia de Westminster, a la mateixa tomba on seria sepultat el seu marit sis anys després.

## Família

### Avantpassats
|  |                                         |  |  |  |  |  |  |  |  |  |  |  |  |  |  |  |
|  | 16. Edmund de Langley, duc de York      |  |  |  |  |  |  |  |  |  |  |  |  |  |  |  |
|  |                                         |  |  |  |  |  |  |  |  |  |  |  |  |  |  |  |
|  |                                         |  |  |  |  |  |  |  |  |  |  |  |  |  |  |  |
|  | 8. Ricard de Conisburgh                 |  |  |  |  |  |  |  |  |  |  |  |  |  |  |  |
|  |                                         |  |  |  |  |  |  |  |  |  |  |  |  |  |  |  |
|  |                                         |  |  |  |  |  |  |  |  |  |  |  |  |  |  |  |
|  | 17. Isabel de Castella                  |  |  |  |  |  |  |  |  |  |  |  |  |  |  |  |
|  |                                         |  |  |  |  |  |  |  |  |  |  |  |  |  |  |  |
|  |                                         |  |  |  |  |  |  |  |  |  |  |  |  |  |  |  |
|  | 4. Ricard Plantagenet, duc de York      |  |  |  |  |  |  |  |  |  |  |  |  |  |  |  |
|  |                                         |  |  |  |  |  |  |  |  |  |  |  |  |  |  |  |
|  |                                         |  |  |  |  |  |  |  |  |  |  |  |  |  |  |  |
|  | 18. Roger Mortimer, comte de March      |  |  |  |  |  |  |  |  |  |  |  |  |  |  |  |
|  |                                         |  |  |  |  |  |  |  |  |  |  |  |  |  |  |  |
|  |                                         |  |  |  |  |  |  |  |  |  |  |  |  |  |  |  |
|  | 9. Anna de Mortimer                     |  |  |  |  |  |  |  |  |  |  |  |  |  |  |  |
|  |                                         |  |  |  |  |  |  |  |  |  |  |  |  |  |  |  |
|  |                                         |  |  |  |  |  |  |  |  |  |  |  |  |  |  |  |
|  | 19. Elionor Holland                     |  |  |  |  |  |  |  |  |  |  |  |  |  |  |  |
|  |                                         |  |  |  |  |  |  |  |  |  |  |  |  |  |  |  |
|  |                                         |  |  |  |  |  |  |  |  |  |  |  |  |  |  |  |
|  | 2. Eduard IV d'Anglaterra               |  |  |  |  |  |  |  |  |  |  |  |  |  |  |  |
|  |                                         |  |  |  |  |  |  |  |  |  |  |  |  |  |  |  |
|  |                                         |  |  |  |  |  |  |  |  |  |  |  |  |  |  |  |
|  | 10. Ralph Neville, comte de Westmorland |  |  |  |  |  |  |  |  |  |  |  |  |  |  |  |
|  |                                         |  |  |  |  |  |  |  |  |  |  |  |  |  |  |  |
|  |                                         |  |  |  |  |  |  |  |  |  |  |  |  |  |  |  |
|  | 5. Cecília Neville                      |  |  |  |  |  |  |  |  |  |  |  |  |  |  |  |
|  |                                         |  |  |  |  |  |  |  |  |  |  |  |  |  |  |  |
|  |                                         |  |  |  |  |  |  |  |  |  |  |  |  |  |  |  |
|  | 22. Joan de Gant, duc de Lancaster      |  |  |  |  |  |  |  |  |  |  |  |  |  |  |  |
|  |                                         |  |  |  |  |  |  |  |  |  |  |  |  |  |  |  |
|  |                                         |  |  |  |  |  |  |  |  |  |  |  |  |  |  |  |
|  | 11. Joana Beaufort                      |  |  |  |  |  |  |  |  |  |  |  |  |  |  |  |
|  |                                         |  |  |  |  |  |  |  |  |  |  |  |  |  |  |  |
|  |                                         |  |  |  |  |  |  |  |  |  |  |  |  |  |  |  |
|  | 23. Caterina Swynford                   |  |  |  |  |  |  |  |  |  |  |  |  |  |  |  |
|  |                                         |  |  |  |  |  |  |  |  |  |  |  |  |  |  |  |
|  |                                         |  |  |  |  |  |  |  |  |  |  |  |  |  |  |  |
|  | 1. Elisabet de York                     |  |  |  |  |  |  |  |  |  |  |  |  |  |  |  |
|  |                                         |  |  |  |  |  |  |  |  |  |  |  |  |  |  |  |
|  |                                         |  |  |  |  |  |  |  |  |  |  |  |  |  |  |  |
|  | 12. Sir Richard Wydevill                |  |  |  |  |  |  |  |  |  |  |  |  |  |  |  |
|  |                                         |  |  |  |  |  |  |  |  |  |  |  |  |  |  |  |
|  |                                         |  |  |  |  |  |  |  |  |  |  |  |  |  |  |  |
|  | 6. Ricard Woodville, comte de Rivers    |  |  |  |  |  |  |  |  |  |  |  |  |  |  |  |
|  |                                         |  |  |  |  |  |  |  |  |  |  |  |  |  |  |  |
|  |                                         |  |  |  |  |  |  |  |  |  |  |  |  |  |  |  |
|  | 13. Elizabeth Bodulgate                 |  |  |  |  |  |  |  |  |  |  |  |  |  |  |  |
|  |                                         |  |  |  |  |  |  |  |  |  |  |  |  |  |  |  |
|  |                                         |  |  |  |  |  |  |  |  |  |  |  |  |  |  |  |
|  | 3. Elisabet Woodville                   |  |  |  |  |  |  |  |  |  |  |  |  |  |  |  |
|  |                                         |  |  |  |  |  |  |  |  |  |  |  |  |  |  |  |
|  |                                         |  |  |  |  |  |  |  |  |  |  |  |  |  |  |  |
|  | 7. Jacquetta de Luxemburg               |  |  |  |  |  |  |  |  |  |  |  |  |  |  |  |
|  |                                         |  |  |  |  |  |  |  |  |  |  |  |  |  |  |  |
|  |                                         |  |  |  |  |  |  |  |  |  |  |  |  |  |  |  |
|  | 30. Francois de Baux, Duke of Andria    |  |  |  |  |  |  |  |  |  |  |  |  |  |  |  |
|  |                                         |  |  |  |  |  |  |  |  |  |  |  |  |  |  |  |
|  |                                         |  |  |  |  |  |  |  |  |  |  |  |  |  |  |  |
|  | 15. Margarida de Baux                   |  |  |  |  |  |  |  |  |  |  |  |  |  |  |  |
|  |                                         |  |  |  |  |  |  |  |  |  |  |  |  |  |  |  |
|  |                                         |  |  |  |  |  |  |  |  |  |  |  |  |  |  |  |
|  | 31. Sueva Orsini del Balzo              |  |  |  |  |  |  |  |  |  |  |  |  |  |  |  |
|  |                                         |  |  |  |  |  |  |  |  |  |  |  |  |  |  |  |
|  |                                         |  |  |  |  |  |  |  |  |  |  |  |  |  |  |  |

### Núpcies i descendents
Elisabet es casà amb Enric Tudor (1457-1509) el 18 de gener de 1486. Tingueren:
- Artur (1486-1502), príncep de Gal·les.
- Margarida (1489-1551), es casaria el 1503 amb el rei Jaume IV d'Escòcia.
- Enric (1491-1547), duc de York i successor al tron d'Anglaterra com a Enric VIII.
- Elisabet (1492-1495)
- Maria (1496-1533), es casaria el 1514 amb el rei Lluís XII de França.
- Edmund (1499-1500), duc de Somerset.
- Caterina (1503-1503)